# Carlo-Schmid-Gymnasium Tübingen
Das Carlo-Schmid-Gymnasium befindet sich im Tübinger Stadtteil Derendingen. Es trägt den Namen des deutschen Politikers und Staatsrechtlers Carlo Schmid und ist seit 1988 eigenständiges Gymnasium.

## Geschichte

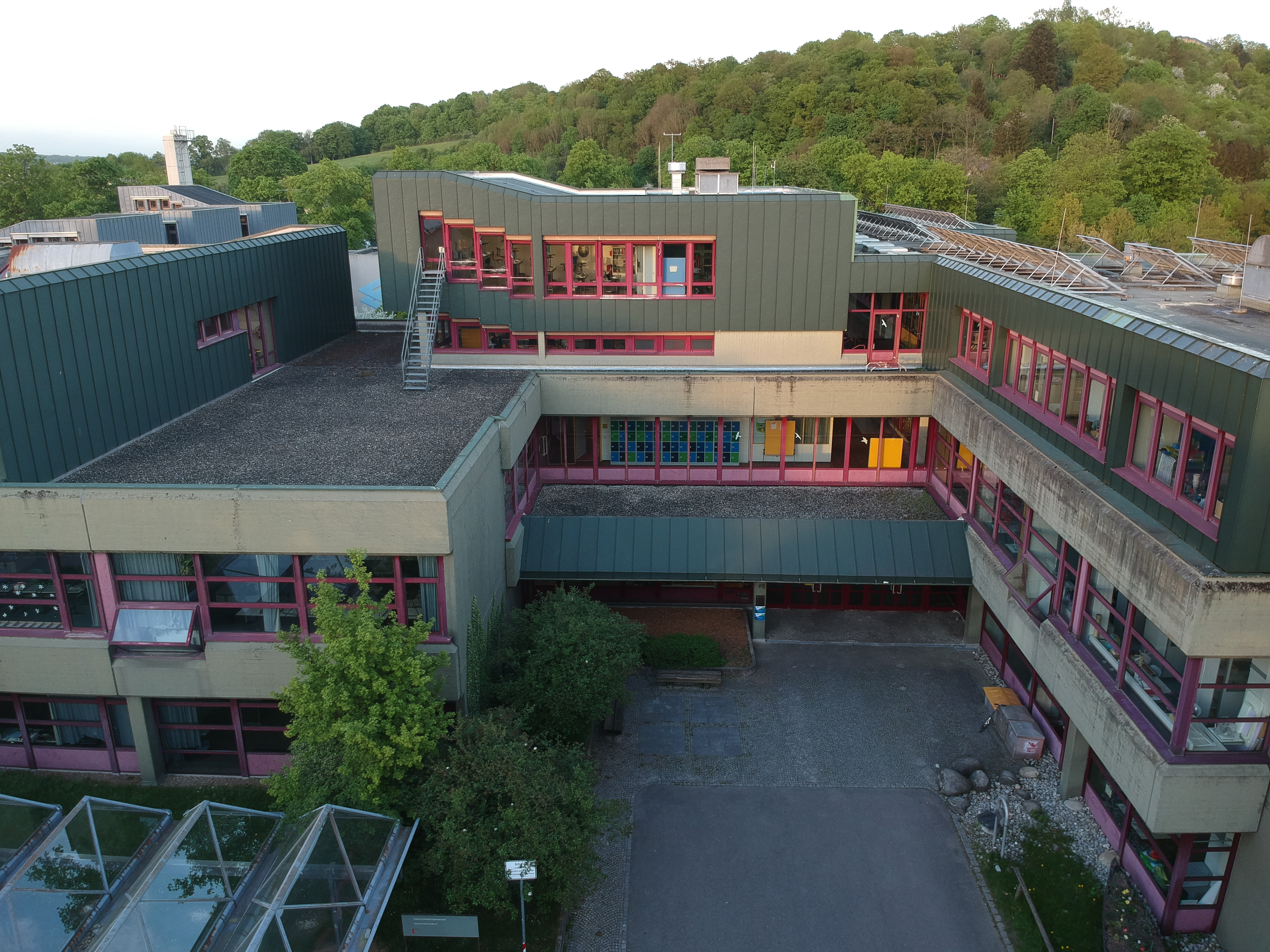
Haupteingang

Das Gymnasium hat seinen Ursprung am 1. Oktober 1983 als Außenstelle der Gymnasien an der Uhlandstraße. Erst am 10. September 1988 konnte seine Selbständigkeit als Feuerhägle-Gymnasium (Feuerhägle ist ein Stadtteil Derendingens) gefeiert werden. Diesen Namen trug es bis zum 12. Dezember 1989, ehe es nach Carlo Schmid umbenannt wurde.
Das Gymnasium war in den letzten Jahren vierzügig, in Einzelfällen dreizügig, mit insgesamt rund 850 Schülern. Sie werden von etwa 85 Lehrern betreut und unterrichtet.

## ABC-Schutzraum
Der Beschluss zum Bau des Gymnasiums fiel auf dem Höhepunkt des Kalten Krieges im März 1980. Man plante deshalb beim Bau der Tiefgarage die Funktion als ABC-Schutzraum für Teile der Tübinger Bevölkerung mit ein. Circa 1.500 Personen hätten im Fall eines atomaren Angriffs im Bunker Schutz finden können. Für den Fall der Fälle wurden mehrere Chemietoiletten, Wassertanks und Decken bereitgehalten. Die offizielle Aufhebung der Funktion als Atombunker erfolgte erst im Jahre 2005. Noch heute erkennt man an den dicken Stahltüren, den extrem schweren Schutztoren an der Einfahrt und den Schleusen am Aufgang zum Gymnasium die ehemalige Zweitfunktion der Tiefgarage.

## Bildungsangebot
Alle Schüler führen ab Klasse 5 Englisch als erste Fremdsprache fort. Man kann außerdem zwischen einem normalen bilingualen Zug (in Klasse 5 und 6 nur verstärkter Englischunterricht aber noch keine Sachfächer auf Englisch) und einem "Bili-Plus"-Zug (bereits ab Klasse 5 Biologie und Naturphänomene auf Englisch) wählen. Ab Klasse 6 kann man als 2. Fremdsprache Französisch oder Latein wählen. In Klasse 8 entscheiden sich die Schüler entweder für eine dritte Fremdsprache (Russisch oder Spanisch) oder das Profilfach NWT (Naturwissenschaft und Technik). Das Carlo-Schmid-Gymnasium nimmt am Schulversuch "Informatik in der Oberstufe" teil. Verschiedene Aktivitäten (z. B. Methoden- und Projekttage, vielfältige Arbeitsgemeinschaften) und das Vorhandensein besonderer Einrichtungen (z. B. Werkstätten) ermöglichen den Schülern, aus einem differenzierten Angebot persönliche Schwerpunkte zu wählen.

### Sprachenaustausch
Eine langjährige Tradition hat der Sprachenaustausch mit den Partnerschulen. Es erfolgt ein Austausch, je nach gewählter Fremdsprachenfolge, mit Schulen in Frankreich, Italien oder in Petrosawodsk. Auch mit dem indischen Kolkata findet ein Austausch statt.